# Tipula (Eumicrotipula) callisto
Tipula (Eumicrotipula) callisto is een tweevleugelige uit de familie langpootmuggen (Tipulidae). De soort komt voor in het Neotropisch gebied.